# Watchers 2
Série
Watchers
(1988) Watchers 3
(1994)
Pour plus de détails, voir Fiche technique et Distribution.
Watchers 2 (Watchers II) est un film américain réalisé par Thierry Notz, sorti en 1990.
Il s'agit de la suite de Watchers de Jon Hess (1988), librement adapté du roman Chasse à mort (Watchers, 1987) de Dean Koontz.
Les scénaristes John D. Brancato et Michael Ferris sont crédités sous le pseudonyme de « Henry Dominic », étant donné qu'ils ne font pas partie du Writers Guild of America, à cette époque,.

## Synopsis
Un chien, génétiquement modifié, se lie avec une créature monstrueuse, créé lors d'une expérience de laboratoire qui a mal tourné. Paul Ferguson, ancien militaire marin, semble pouvoir arrêter ce monstre.

## Fiche technique
Sauf indication contraire, les informations mentionnées dans cette section peuvent être confirmées par la base de données cinématographiques IMDb,  présente dans la section « Liens externes ».
- Titre original : Watchers II
- Titre français : Watchers 2
- Réalisation : Thierry Notz
- Scénario : John D. Brancato et Michael Ferris
- Musique : Rick Conrad
- Direction artistique : Peter Flynn
- Décors : Gary Randall
- Costumes : Sandra Araya Jensen
- Photographie : Edward J. Pei
- Montage : Diane Fingado et Adam Wolfe
- Production : Roger Corman
- Coproduction : Rodman Flender
- Société de production : Concorde Pictures ; Centaur Films (coproduction)
- Société de distribution : Artisan Entertainment
- Pays de production :  États-Unis
- Langue originale : anglais
- Format : couleur - 35 mm - son Ultra Stéréo
- Genres : horreur ; science-fiction
- Durée : 101 minutes
- Date de sortie :
  - États-Unis : 16 août 1990

## Distribution
- Timothy Marlowe : Jason
- Marc Singer : Paul Ferguson
- Tracy Scoggins : Barbara White
- Jonathan Farwell : Steve Malceno
- Irene Miracle : Sarah Ferguson
- Mary Woronov : Dr Glatman
- Tom Poster : The Outsider
- Don Pugsley : Smith

## Production
Le tournage a lieu, entre le 17 octobre et le 17 novembre 1989, à Los Angeles, en Californie.